# Tomasz
Tomaszⓘ (aram. ‏ܬܐܘܡܐ‎, tôma – „bliźniak”) – imię męskie pochodzenia aramejskiego.
Jest to trzecie (w 2025 r.) pod względem popularności imię męskie w Polsce, którego popularność maleje. Wedle danych PESEL według stanu na 19 stycznia 2024 roku imię to nosiło w Polsce 536774 mężczyzn, a w 2025 roku 535129 osób.
Tomasz imieniny obchodzi 28 stycznia (przeniesione z 7 marca), 22 czerwca), 3 lipca), 22 września), 18 listopada), 30 grudnia).

## Imię Tomasz w innych językach
- angielski: Thomas, Tom, Thom, Tommy
- arabski: Touma
- białoruski: Тамаш (Tamasz)
- bułgarski: Тома (Toma)
- chorwacki: Tomas
- czeski: Tomáš
- dolnołużycki: Tomaš
- duński: Thomas
- esperanto: Tomaso
- estoński: Toomas
- fiński: Tuomas
- górnołużycki: Tomaš
- francuski: Thomas, Thomé
- hebrajski: Teomo, Tom
- galicyjski: Tomé
- grecki: Θωμάς (Thomás)
  - starogrecki: Θωμᾶς (Thōmâs)
- hiszpański: Tomás
- niderlandzki: Thomas, Tom, Thom, Tommy
- irlandzki: Tomás
- islandzki: Tómas
- japoński: トマス (Tomasu)
- jidysz: Teomo
- kataloński: Tomàs
- litewski: Tomas
- łacina: Thomas
- łotewski: Toms
- malajalam: Thomas, Thommen, Oommen, Thommy, Tommy, Tom
- niemiecki: Thomas, Tom
- norweski: Thomas, Tomas, Tom
- polski: Tomasz, Tomek, Tomuś, Tomeczek, Tomcio
- portugalski: Tomás
- rosyjski: Фома (Foma)
- rumuński: Toma
- serbski: Тома/Toma
- słowacki: Tomáš
- słoweński: Tomaž
- szwedzki: Tomas, Tom
- tajski: โทมัส (To-mus)
- tamilski: தாமஸ் (Tāmas), தோமா (Tōmā)
- ukraiński: Хома́ (Choma), Тома (Toma), Фома (Foma)
- walijski: Tomos
- węgierski: Tamás
- włoski: Tommaso, Tomaso.

## Historyczne

### Ludzie religii
- Tomasz Apostoł, jeden z 12 apostołów Jezusa
- św. Tomasz z Akwinu (1225–1274), filozof scholastyczny, teolog.
- św. Tomasz Becket (ok. 1118–1170), arcybiskup Canterbury i kanclerz Anglii.
- Tomasz Cranmer (1489–1556), arcybiskup Canterbury, jeden z ojców anglikanizmu, autor przekładu Biblii.
- Thomas Müntzer (1489–1525), niemiecki teolog.
- Tomás de Torquemada (1420–1498), hiszpański dominikanin.
- Thomas Merton (1915–1968), pisarz, poeta, mistyk, trapista.
- św. Tomasz Morus (1478–1535), angielski pisarz i polityk.
- Tommaso Parentucelli (1397–1455), znany jako papież Mikołaj V.
- św. Tomasz Shen Jihe (1851–1900), męczennik chiński.
- św. Tomasz z Villanuevy (1488–1555), arcybiskup Walencji.
- Tomasz à Kempis (1380–1471), niemiecki zakonnik.
- Thomas Campbell (1763–1854), założyciel Kościołów Chrystusowych.
- Thomas Ball Barratt (1862–1940), propagator pentekostalizmu w Europie.

### Ludzie nauki
- Thomas Abbt (1738–1766), niemiecki filozof.
- Thomas Adams (1818–1905), amerykański wynalazca gumy do żucia.
- Thomas Alva Edison (1847–1931), amerykański wynalazca.
- Thomas Hobbes (1588–1679), angielski filozof.
- Thomas Henry Huxley (1825–1895), angielski zoolog, paleontolog, filozof i fizjolog.
- Thomas Newcomen (1663–1729), angielski wynalazca przemysłowego silnika parowego.
- Thomas Savery (ok. 1650–1715), angielski wynalazca pompy parowej.
- Thomas Young (1773–1829), angielski fizyk i lekarz.

### Ludzie sztuki
- Tomáš Jan Pešina z Čechorodu (1629–1680) – czeski pisarz, historyk i duchowny katolicki, jeden z wybitniejszych przedstawicieli literatury czeskiej w okresie baroku.
- Tomaso Albinoni (1671–1751), włoski kompozytor.
- Thomas Carlyle (1795–1881), szkocki historyk i pisarz.
- Thomas Chatterton (1752–1770), angielski poeta
- Thomas Kyd (1558–1594), angielski dramaturg.
- Thomas Malory (1405–1471), angielski pisarz.
- Tomasz Mann (1875–1955), niemiecki pisarz.
- Thomas Stearns Eliot (1888–1965), poeta, dramaturg i eseista angielski.
- Tomasz Kajetan Węgierski (1756–1787), polski poeta, badacz i podróżnik.
- Tomasz Zan (1796–1855), polski poeta.
- Thomas Hardy (1840–1928), brytyjski pisarz i poeta.
- Tomasz Chada (1978–2018), polski muzyk.

### Ludzie polityki
- Tomás Estrada Palma (1835–1908), prezydent Kuby.
- Thomas Jefferson (1743–1826), prezydent USA.
- gen. Tomasz Andrzej Łubieński (1784–1870), generał i senator.
- Tomáš Masaryk (1850–1937), prezydent Czechosłowacji
- Thomas Woodrow Wilson (1856–1924), prezydent USA.
- Thomas Cromwell (1485–1540), minister Henryka VIII

### Inni
- Tomasz Grysa, polski arcybiskup rzymskokatolicki
- Tom Sharkey, irlandzki pięściarz
- Tomasz Stankiewicz, kolarz
- Tomasz Pietrzykowski, prawnik
- Tomasz Kozłowicz, aktor, lektor

## Współczesne

### Pisarze
- Tomas Venclova (ur. 1937), litewski poeta i pisarz
- Tomasz Piątek (ur. 1974), pisarz i dziennikarz
- Tomasz Sobieraj (ur. 1964), pisarz, poeta, eseista
- Tomasz Lechociński

### Dziennikarze
- Tomasz Bonek (ur. 1977),
- Tomasz Beksiński (1958–1999), dziennikarz
- Tomasz Boruszczak (ur. 1970), dziennikarz, prezenter telewizyjny
- Tomasz Borysiuk (ur. 1974), dziennikarz
- Tomasz Hopfer (1935–1982), dziennikarz
- Tomasz Jaroński (ur. 1955), dziennikarz sportowy
- Tomasz Kammel (ur. 1970), dziennikarz, prezenter telewizyjny
- Tomasz Kasprzyk, dziennikarz Antyradia
- Tomasz Kin (ur. 1979), dziennikarz
- Tomasz Lis (ur. 1966), dziennikarz
- Tomasz Raczek (ur. 1957), dziennikarz
- Tomasz Sakiewicz (ur. 1967), dziennikarz
- Tomasz Sekielski (ur. 1974), dziennikarz
- Tomasz Sianecki (ur. 1960), dziennikarz
- Tomasz Wolny (ur. 1980), dziennikarz
- Tomasz Wołek (ur. 1947), dziennikarz
- Tomasz Zimoch (ur. 1957), dziennikarz sportowy i polityk
- Tomasz Zubilewicz (ur. 1962), dziennikarz, prezenter pogody

### Artyści
- Tom Holland, angielski aktor, znany m.in. z Spiderman: Homecoming
- Thomas Allen, śpiewak
- Tom Araya, wokalista i basista amerykańskiej grupy Slayer
- Tomasz Adamski, Dee Jay
- Tomasz Bagiński (ur. 1976), animator i grafik komputerowy
- Tomasz Bartoszek (ur. 1969), polski pianista
- Thomas Bangalter (ur. 1975), francuski muzyk
- Tom Beck (ur. 1978), niemiecki aktor
- Tomasz Błasiak (ur. 1981), aktor
- Tomasz Bonarowski (ur. 1969), polski realizator i producent muzyczny, muzyk sesyjny
- Tomasz Borkowski (ur. 1978), aktor
- Tomasz Borkowy (ur. 1952), aktor
- Tomasz Budzyński (ur. 1962), wokalista rockowy, malarz i poeta
- Tomasz Chada (1978–2018), raper
- Tomasz Ciachorowski (ur. 1980), aktor
- Tom Cruise (ur. 1962), amerykański aktor
- Tomasz Czapla (1902–1980), muzyk i pedagog
- Tomasz Dedek (ur. 1958), aktor
- Tom Dice (ur. 1989), belgijski wokalista
- Tomasz Dolski (ur. 1995), skrzypek
- Tomasz Gęsikowski (ur. 1968), aktor
- Tomasz Gudzowaty (ur. 1971), fotografik
- Tom Hardy (ur. 1977), brytyjski aktor
- Tomasz Lach (ur. 1983), wokalista zespołu Afromental i beatbokser
- Tommy Lee Jones, amerykański aktor
- Tom Leeb (ur. 1989), francuski aktor, piosenkarz i komik
- Tomasz Lengren (ur. 1945), reżyser i aktor
- Tomek Lipiński (ur. 1955), muzyk rockowy
- Tomasz Lubert (ur. 1972), muzyk rockowy
- Tomasz Lulek (ur. 1954), aktor
- Tomasz Łysiak (ur. 1970), aktor i dziennikarz radiowy
- Tomasz Mars (ur. 1979), wokalista, aktor, muzyk, konferansjer
- Tomasz Mędrzak (ur. 1954), aktor
- Tomasz Karolak (ur. 1971), aktor
- Tom Kaulitz (ur. 1989), niemiecki muzyk
- Tom Petty (1950–2017), amerykański muzyk
- Tom Hanks (ur. 1956), amerykański aktor
- Thomas Jane (ur. 1969), amerykański aktor
- Tom Jones (ur. 1940), brytyjski wokalista
- Tomasz Marycki (ur. 1985), polski raper
- Thomas Neuwirth (ur. 1988) znany jako Conchita Wurst, austriacki wokalista
- Tomasz Kot (ur. 1977), aktor
- Tomasz „Tomson” Lach (ur. 1983), wokalista zespołu Afromental
- Tomasz Opoka (1955–1984), poeta i pieśniarz
- Tomasz Oświeciński (ur. 1973), aktor
- Thomas Raggi (ur. 2001), włoski gitarzysta zespołu Måneskin
- Tomasz Ritter (ur. 1995), pianista
- Tomasz Schimscheiner (ur. 1967), aktor
- Tomasz Schuchardt (ur. 1986), aktor
- Tomasz Sobaniec (ur. 1969), perkusista
- Tomasz Sobczak (ur. 1973), aktor
- Tomasz Stańko (1942–2018), trębacz jazzowy
- Tomasz Stockinger (ur. 1953), aktor
- Tomas Tammemets (ur. 1991), estoński raper, piosenkarz, tancerz i projektant mody
- Tomasz Tomaszewski (ur. 1953), fotograf
- Tomasz Tomaszewski (ur. 1956), aktor
- Tomasz Torres (ur. 1984), perkusista zespołu Afromental
- Tom Waits (ur. 1949), amerykański wokalista, kompozytor, poeta i aktor.
- Tomasz Zaliwski (1929–2006), aktor
- Tuomas Holopainen (ur. 1976), muzyk, kompozytor
- Thomas Godoj (ur. 1978), piosenkarz
- Tom Felton (ur. 1987), angielski aktor
- Tom Hiddleston (ur. 1981), angielski aktor
- Tomasz Ziętek (ur. 1989), aktor
- Tomasz Wasilewski (ur. 1980), reżyser
- Tomasz Włosok (ur. 1990), aktor

### Sportowcy
- Tomasz Tłuczyński (ur. 1979), piłkarz ręczny
- Tomasz Adamek (ur. 1976), bokser
- Tomáš Rosický (ur. 1980), czeski piłkarz
- Tommy Aaron (ur. 1937), amerykański golfista
- Thomas Aasen Markeng (ur. 2000), norweski skoczek narciarski
- Thomas Bach (ur. 1953), niemiecki szermierz, przewodniczący Międzynarodowego Komitetu Olimpijskiego
- Tomáš Berdych (ur. 1985), czeski tenisista
- Tomasz Berkieta (ur. 2006), tenisista
- Thomas Bing (ur. 1990), niemiecki biegacz narciarski
- Tom Boonen, kolarz
- Tomasz Byrt (ur. 1993), skoczek narciarski
- Thomas Ceccon (ur. 2001), włoski pływak
- Thomas Delaney (ur. 1991), duński piłkarz
- Thomas Diethart (ur. 1992), austriacki skoczek narciarski
- Thomas Dreßen (ur. 1993), niemiecki narciarz alpejski
- Tomass Dukurs (ur. 1981), łotewski skeletonista
- Thomas Fanara (ur. 1981), francuski narciarz alpejski
- Tommy Ford (ur. 1989), amerykański narciarz alpejski
- Tomasz Fornal (ur. 1997), siatkarz
- Tomasz Frankowski (ur. 1974), piłkarz i polityk
- Tomasz Gapiński (ur. 1982), żużlowiec
- Tommaso Giacomel (ur. 2000), włoski biathlonista
- Tomasz Gollob (ur. 1971), żużlowiec
- Tommy Haas (ur. 1978), niemiecki tenisista
- Tomasz Hajto (ur. 1972), piłkarz
- Tom Hilde (ur. 1987), norweski skoczek narciarski
- Tommy Ingebrigtsen (ur. 1977), norweski skoczek narciarski
- Tomasz Iwan (ur. 1972), piłkarz
- Tomasz Jędrzejak (1979–2018), żużlowiec
- Tomasz Jodłowiec (ur. 1985), piłkarz
- Tomasz Kłos (ur. 1973), piłkarz
- Tomasz Kos (ur. 1974), piłkarz
- Tomasz Kucharski, wioślarz Dwukrotny Mistrz Olimpijski z Sydney 2000 i Aten 2004
- Tomasz Kuszczak (ur. 1984), bramkarz
- Thomas Lackner (ur. 1993), austriacki skoczek narciarski
- Thomas Lemar (ur. 1995), francuski piłkarz
- Tomasz Łapiński (ur. 1969), piłkarz
- Tomasz Majewski (ur. 1981), polski lekkoatleta
- Tomasz Marczyński (ur. 1984), polski kolarz
- Tomasz Markowski (ur. 1975), szachista
- Thomas Meunier (ur. 1991), belgijski piłkarz
- Thomas Morgenstern (ur. 1986), austriacki skoczek narciarski
- Thomas Müller (ur. 1989), niemiecki piłkarz
- Tomas Northug (ur. 1990), norweski biegacz narciarski
- Tommy Paul (ur. 1997), amerykański tenisista
- Tomasz Pilch (ur. 2000), skoczek narciarski
- Tomasz Puzon (ur. 1975), polski karateka
- Tomasz Radzinski (ur. 14 grudnia 1973 w Poznaniu), kanadyjski piłkarz
- Tomasz Rajski (ur. 15 czerwca 1985), hokeista
- Thomas Ravelli, szwedzki piłkarz
- Thomas Röhler (ur. 1991), niemiecki lekkoatleta
- Tomasz Rząsa (ur. 1973), piłkarz
- Tomasz Sikora (ur. 1973), biathlonista
- Thomas Tumler (ur. 1989), szwajcarski narciarz alpejski
- Tomasz Wałdoch (ur. 1971), piłkarz
- Thomas Wassberg (ur. 1956), szwedzki biegacz narciarski
- Tomasz Wiktorowski (ur. 1981), tenisista i trener
- Tomasz Wójtowicz, polski siatkarz
- Tomáš Vančura (ur. 1996), czeski skoczek narciarski
- Thomas Vermaelen (ur. 1985), belgijski piłkarz
- Thomas Voeckler (ur. 1979), francuski kolarz
- Tomasz Zahorski (ur. 1984), piłkarz
- Tomasz Zieliński, sztangista

### Politycy
- Tomasz Dudziński, poseł
- Tomasz Froelich (ur. 1988), niemiecki polityk
- Tomasz Górski, poseł
- Tomasz Grodzki, senator
- Thomas Klestil (1932–2004), austriacki polityk
- Tomasz Latos, poseł
- Tomasz Lipiec, minister sportu
- Tomasz Markowski, polityk
- Tomasz Misiak
- Tomasz Nałęcz, polityk, historyk
- Tomasz Siemoniak (ur. 1968), polityk
- Tomasz Trela, polityk

### Inni
- Tomasz Drobnik (1858–1901), lekarz
- Tomasz Działowy (ur. 1994), twórca internetowy i influencer
- Tommy Hilfiger (ur. 1951), projektant mody
- Tomasz Jakubiak (1984–2025), kucharz i osobowość telewizyjna
- Tomasz Rożek (ur. 1976), polski fizyk i naukowiec
- Tomasz Strzembosz (1930–2004), historyk
- Tomasz Wicherkiewicz (ur. 1967), językoznawca

## Fikcyjne
- Tom Bombadil
- Tomasz (Pan Samochodzik)
- Tomuś Czereśniak
- Tomasz Judym
- Tomcio Paluch
- Tommy Pickles
- Tomek Sawyer
- Tomasz Staliński – pseudonim Stefana Kisielewskiego
- Tomek Wilmowski – bohater cyklu powieści
- Thomas Anderson (Neo)
- Thomas Anders (Modern Talking-Bernd Weidung)
- Tom Marvolo Riddle (Voldemort)
- Tom Swoon (Dorian Tomasiak)
- Tom Boxer (Cosmin Simionică)